# Brian Wayne Transeau
Brian Wayne Transeau, známý spíše jako BT, (* 4. října 1971, Rockville, Maryland, USA) je americký skladatel taneční a elektronické hudby.
Vyrůstal ve Washingtonu, hrál od útlého dětství na klavír. Přestože studoval klasickou hudbu, poslouchal Depeche Mode a Yes. Uprostřed 90. let oživil britskou taneční scénu svým konceptem epického house a položil tak základ pro pozdější úspěch dream house v podání Roberta Milese, Sash!e či BBE – v době úspěchu tohoto stylu se však sám posunul dále. Po svém debutovém albu v roce 1995 zasáhl taneční hitparády s remixem skladby Blue Skies od Tori Amosové. Přes dřívější nezájem amerického publika se následujícího roku stala jednou z nejhranějších klubových skladeb v USA. Přestože se na svém druhém albu pokusil opustit dream house, je i nadále přijímán kladně klubery i kritiky v Británii i USA.
Věnuje se také produkci, kde slavil úspěchy s hity I'm Not a Girl, Not Yet a Woman od Britney Spearsové či Pop od *NSYNC.

## Diskografie
- Ima (1995)
- ESCM (1997)
- Movement in Still Life (2000)
- R&R (Rare & Remixed) (2001) – kompilace remixů
- 10 Years in the Life (2002) – kompilace
- Emotional Technology (2003)
- Music from and Inspired by the Film Monster (2004)
- This Binary Universe (2006)
- These Hopeful Machines (2010)
- These Humble Machines (2011)
- These Re-Imagined Machines (2011)
- If The Stars Are Eternal So Are You And I (2012)
- Nuovo Morceau Subrosa (2012)
- A Song Across Wires (2013)
- Electronic Opus (2015)
- _ (2016)
- _+ (2017)